# Le Chant de Bernadette
Pour plus de détails, voir Fiche technique et Distribution.
Le Chant de Bernadette (titre original : The Song of Bernadette) est un film américain réalisé par Henry King, sorti en 1943. Il est fondé sur l'histoire de Bernadette Soubirous, qui aurait eu dix-huit visions de la Vierge Marie, à Lourdes, de février à juillet 1858.
Il s'agit d'une adaptation par George Seaton d'un récit romancé de l'histoire de Bernadette, dû à Franz Werfel. Publié en 1942, le roman avait eu un très grand succès, figurant plus d'un an sur la liste des best-sellers du New York Times, occupant la première place durant treize semaines.
Le film raconte la vie de Bernadette Soubirous depuis son enfance à Lourdes, où, en 1858, elle fut témoin des apparitions de la Vierge, jusqu'à sa mort en 1879, à Nevers où elle avait rejoint la congrégation des Sœurs de la Charité.

## Synopsis

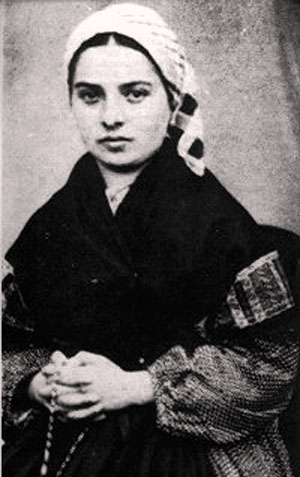
Bernadette Soubirous

Avec sa sœur Marie et Jeanne, une camarade de classe, Bernadette ramasse du bois mort pour le chauffage à l'extérieur de la ville de Lourdes. Alors qu'elle est restée en arrière, ses compagnes lui conseillent de ne pas s'aventurer dans la rivière froide près des grottes de Massabielle, de peur de tomber malade. Sur le point de traverser quand même, la jeune fille est intriguée par un souffle étrange et un changement dans la luminosité. En examinant la grotte, elle y trouve une belle dame debout dans la lumière brillante et tenant un chapelet de perles. Bernadette le raconte à sa sœur et à son amie, qui promettent de ne rien dire, mais, bien sûr, elles ne s'en privent pas et l'histoire se répand bientôt dans toute la ville. Beaucoup, y compris Bernarde, la tante de la jeune fille, la croient et la défendent devant ses parents incrédules, mais Bernadette doit affronter seule les autorités civiles et religieuses. Questionnée à plusieurs reprises, elle s'en tient fermement à son histoire étrange et continue de revenir à la grotte comme la dame le lui a demandé.
Elle brave le ridicule au moment où la dame lui dit de boire et de se laver à une source qui n'existe pas : elle creuse un trou dans le sol et utilise du sable mouillé et de la boue. L'eau commence ensuite à couler et manifeste des propriétés miraculeuses : des guérisons se produisent. La dame finit par s'identifier comme « l'Immaculée Conception ». Les autorités civiles essaient de faire déclarer folle Bernadette, tandis que l'Église veut une enquête en bonne et due forme pour savoir si l’enfant est une simulatrice, une folle, ou si elle est sincère. Elles concluent qu'on ne peut douter de sa sincérité, et que ce qu'elle a vu est sans doute réel.
Bernadette aurait préféré mener une vie normale, travailler comme servante et si possible se marier, mais du fait qu'elle a vu la Vierge Marie, la voilà forcée à la place de prendre le voile. Elle est soumise à une formation spirituelle qui, pour être banale, n'en est pas moins rigoureuse, et à des travaux pénibles. S'y ajoute la violence psychologique d'une maîtresse des novices froide et sinistre (une Gladys Cooper vraiment cadavérique) - son ancienne maîtresse d'école, jalouse dans son scepticisme de toute l'attention qu'on avait prêtée à Bernadette à la suite de ses visions. On diagnostique chez Bernadette une tuberculose osseuse, qui provoque chez elle une douleur intense, bien qu'elle ne se soit jamais plainte ni en ait parlé. La maîtresse des novices, pour laquelle la douleur et la souffrance constituent la seule voie vers le Ciel, finit par se rendre compte de la sainteté de Bernadette, demande pardon dans la chapelle et devient une alliée de Bernadette.
Comprenant qu'elle va mourir, Bernadette envoie chercher Mgr Peyramale, l'ancien doyen de Lourdes qui, autrefois, avait douté d'elle mais est devenu par la suite son allié le plus fidèle ; elle lui confie le sentiment de son indignité et son inquiétude de ne plus jamais revoir la dame. Mais celle-ci apparaît dans la chambre de la malade, en souriant et en lui tendant les bras. Seule Bernadette peut la voir, cependant, et avec un cri de « Je vous aime ! », elle cherche à atteindre l'apparition et tombe morte.

## Fiche technique
- Titre : Le Chant de Bernadette
- Titre original : The Song of Bernadette

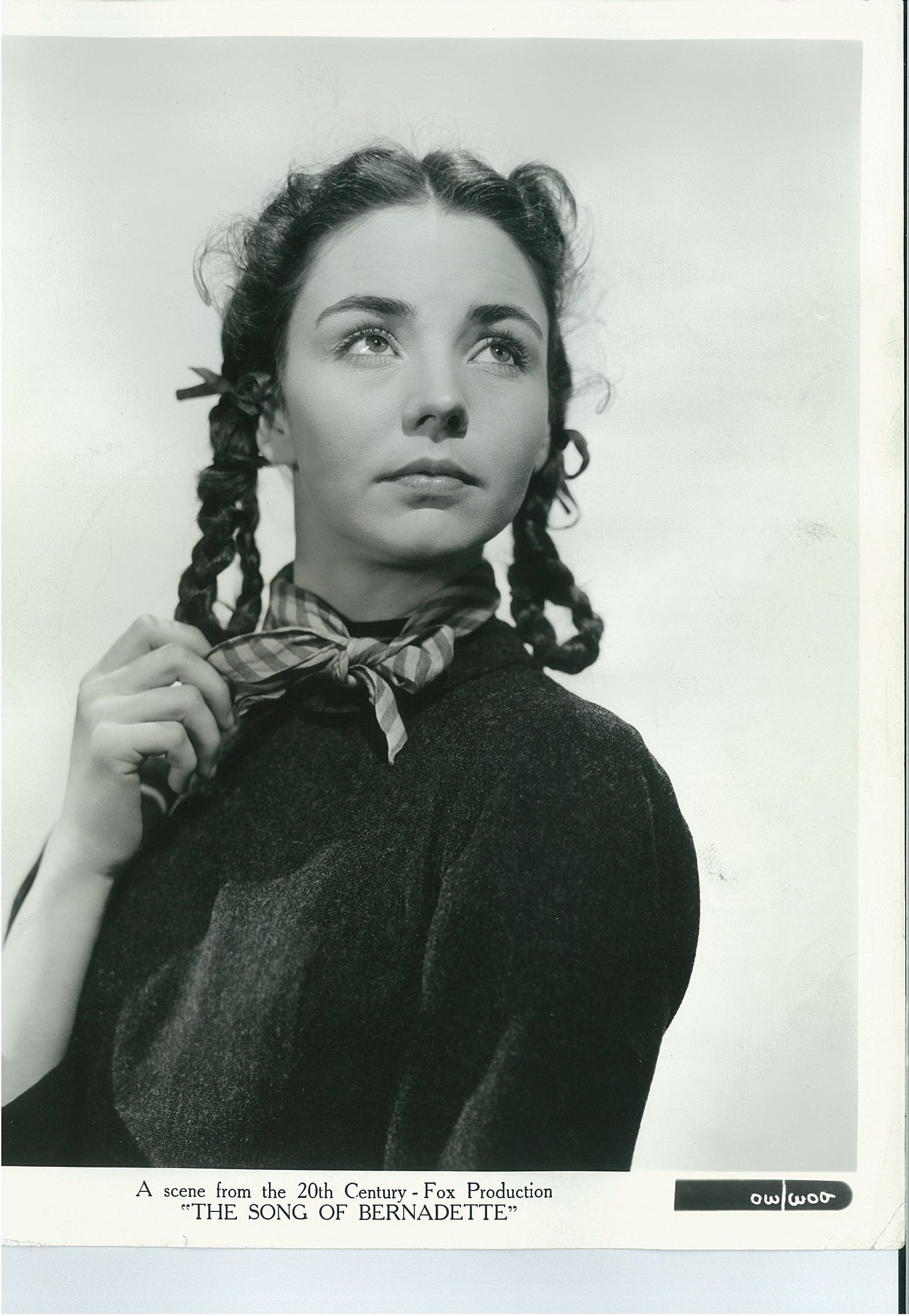
Jennifer Jones dans le rôle de Bernadette Soubirous

- Réalisation : Henry King, assisté d'Albert R. Broccoli (non crédité)
- Scénario : George Seaton d'après le roman de Franz Werfel
- Direction artistique : James Basevi et William S. Darling
- Costumes : René Hubert
- Photographie : Arthur C. Miller
- Montage : Barbara McLean
- Musique : Alfred Newman
- Production : William Perlberg et William Goetz
- Société de production : 20th Century Fox
- Société de distribution : 20th Century Fox
- Pays de production :  États-Unis
- Langue : anglais
- Format : noir et blanc — 1,37:1 - son : mono
- Genre : drame, biographie
- Durée : 156 minutes (2 h 6)
- Dates de sortie :
  - États-Unis : 21 décembre 1943 (première à Los Angeles)
  - France : 2 avril 1947
- Affiche : Constantin Belinsky (France)

## Distribution
- Jennifer Jones (VF : Colette Adam) : Bernadette Soubirous
- William Eythe : Antoine Nicolau
- Charles Bickford  (VF : Jean Clarens): Peyramale
- Vincent Price (VF : Gérald Castrix) : Vital Dufour
- Lee J. Cobb  (VF : Gérard Férat) : le docteur Dozous
- Gladys Cooper : Sœur Marie-Thérèse Vauzous
- Anne Revere : Louise Soubirous
- Roman Bohnen  (VF : Pierre Leproux) : François Soubirous
- Marcel Dalio : Callet
- Linda Darnell : la Vierge Marie
- Charles Dingle  (VF : Marcel Raine) : le commissaire Jacomet
- Pedro de Cordoba : Docteur LeCramps
- Jerome Cowan : Napoléon III
- Patricia Morison : l'Impératrice Eugénie
- Mary Anderson : Jeanne Abadie
- Hooper Atchley  (VF : Fernand Rauzena) : policier

Acteurs non crédités
- Tala Birell : Mme Léontine Bruat
- Jean De Briac, Davison Clark, Arthur Hohl, Fritz Leiber : moines
- Jean Del Val : Estrade
- Edward Fielding : le docteur avec l'enfant de l'impératrice
- Louis Mercier : un colporteur
- Dickie Moore : Adolard Bouhouhorts (à 15 ans)
- Nestor Paiva : Maisongrosse
- Edwin Stanley : M. Jones
- Charles Wagenheim : Jacques Rousseau
- Charles Waldron : l'Évêque de Tarbes
- Stephen Roberts : un citadin

## Analyse
L'intrigue suit la trame du roman de Franz Werfel, roman qui n'est pas un documentaire mais un récit hagiographique idéalisé mélangeant faits historiques et récit romancé. Ainsi, l'ami de Bernadette dans la vraie vie, Antoine Nicolau, est décrit comme étant profondément amoureux d'elle, au point qu'il fait vœu de rester célibataire quand Bernadette entre au couvent. Aucune preuve n'existe d'une relation de ce genre entre eux. Un autre exemple : les autorités gouvernementales, en particulier le procureur impérial Vital Dutour (interprété par Vincent Price), sont représentées comme beaucoup plus antireligieuses qu'elles ne l'étaient effectivement, et de fait Dutour était lui-même un pieux catholique, qui pensait tout simplement que Bernadette était victime d'hallucinations. D'autres portraits, en revanche, sont plus proches de l'exactitude historique, en particulier Anne Revere et Roman Bohnen qui jouent les parents de Bernadette surchargés de travail, mais aussi Charles Bickford, qui incarne le père Peyramale, et Blanche Yurka, la tante Bernarde au caractère affirmé.
La mort de Bernadette, en particulier, est refaite pour le cinéma. Elle n'aurait pas eu assez de souffle pour parler autant. Peyramale n'était pas présent à son chevet, puisqu'il était mort deux ans plus tôt. On ne saurait dire si elle a eu une vision avant sa mort. Quelques heures avant sa mort, des témoins l'ont vue regarder à travers la pièce avec une grande concentration comme elle le faisait quand elle avait une vision, mais elle n'a rien dit. Ses derniers mots étaient tirés de la prière mariale Je vous salue Marie.

## Autour du film
Jennifer Jones était âgée de 24 ans au moment du tournage (alors que Bernadette Soubirous en avait quatorze). Elle avait déjà tourné des films sous son vrai nom de Phyllis Isley, mais le producteur David O. Selznick — qu'elle épousera six ans plus tard — a préféré la présenter dans la distribution sous le nom de Jennifer Jones pour faire croire au public qu'il s'agissait d'une inconnue.
Dans l'équipe de production, beaucoup étaient d'avis que la « Dame » (la Vierge) n'aurait pas dû être vue par les spectateurs, mais que l'adoration de Bernadette de quelque chose qu'elle-même voyait parfaitement aurait dû « rendre l'invisible visible aux autres », comme le livre de Werfel disait que la vraie Bernadette l'avait fait.
Le choix de Linda Darnell pour le rôle de la Vierge Marie, souleva de vives critiques. L'actrice, qui était alors au début d'une grossesse, avait en effet une réputation de modèle érotique. Ce choix de casting mit en colère Werfel ; il menaça de retirer son nom à lui du générique. Résolu à confier le rôle à cette actrice, Selznick assura à Werfel qu'il avait choisi une inconnue pour le rôle de la Vierge. Il drapa Linda Darnell dans des vêtements et des voiles plus amples que la Bernadette de l'histoire ne l'avait décrit, et la filma inondée de lumière. Darnell est cependant reconnaissable dans la scène finale où elle entre dans la chambre de Bernadette. C'est elle aussi qui récite le peu de paroles que prononce la « Dame ».
Il peut être difficile à des spectateurs modernes de comprendre le tumulte déchaîné par le choix de Linda Darnell. L'érotisme dont il est question ne consistait pas en films mais en une série de photographies sur certaines desquelles Darnell apparaissait seins nus. Apparemment, Werfel les avait vues et c'est la raison pour laquelle il exigea qu'elle ne figurât pas dans la distribution. À cette époque, les photos ou les films légèrement érotiques (que les anglophones nommaient risqué) étaient qualifiés de « bleus », et cette expression était utilisée pour décrire les photographies dans la biographie de Selznick . S'il est vrai que Linda Darnell a souvent interprété au cinéma des personnages sexy ou sensuels — en particulier celui de Chihuahua, la fille de saloon dans le fameux western de John Ford, La Poursuite infernale (My Darling Clementine) —, l'actrice n'est pas connue pour avoir tourné des films « bleus ».

## Récompenses et nominations
Le film reçut douze nominations aux Oscars et en remporta quatre :
- Oscar de la meilleure actrice pour Jennifer Jones
- Oscar de la meilleure photographie pour Arthur C. Miller
- Oscar de la meilleure direction artistique pour James Basevi, William Darling et Thomas Little
- Oscar de la meilleure musique de film pour Alfred Newman
- Le film a remporté le premier Golden Globe du meilleur film